# Федоркин, Олег Николаевич
Олег Николаевич Федоркин — российский рэндзист, чемпион Европы 2012 года, бронзовый призёр чемпионата России 2014 года, чемпион России 2018 года.

## Биография
Родился в 1966 году. С 1989 года играет в московском клубе рэндзю, четырежды (в 1995, 1998, 2014, 2015 годах) успешно отбирался в финальную часть чемпионата России, заняв 11, 4, 3 и 2 места соответственно.
Вернулся в игру после значительного перерыва, вызванного временным переездом в США. В 2010 удачно выступил на фестивальном турнире Владимир-Опен, завоевав бронзу, в 2012 на проходившем в Суздале чемпионате Европы стал первым. Чемпион мира по заочному рэндзю в 1998 и 1999 годах. В 2018 году стал чемпионом России.